# 奈良の大仏 (市原市)

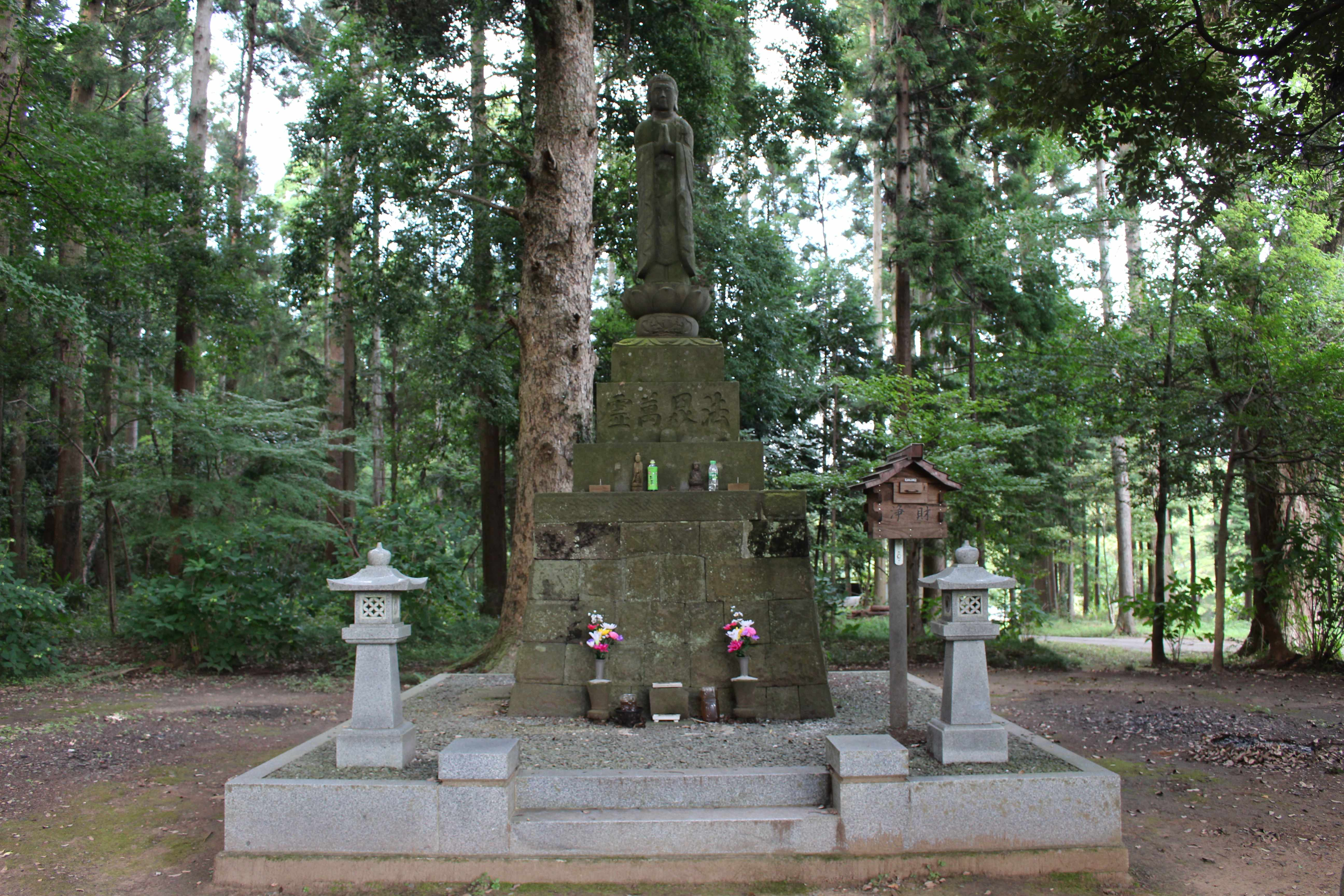
市原市の奈良の大仏

千葉県にある奈良の大仏（ならのだいぶつ）は、同県市原市奈良字大仏台に建立された釈迦如来像である。

## 歴史
初代は平安時代、承平元年（931年）に建立されたと伝えられる。下総付近で朝廷に対して反乱を起こした平将門が、新皇を名乗りこの地の北方に京を模した自らの都を構えた際、京の南の奈良の東大寺の大仏を模して建立したもので、銅製だったとされる。
江戸時代中期の儒学者中村国香（1710年 - 1769年）が著した『房総志料』によれば、当時の奈良村には銅製の蘆舎那の露仏が存在していた。
その後何度か作り直され、現在のものは文化元年（1804年）に建立された等身大（像高約1.7m）の石製立像である。
2011年3月の東日本大震災では像が台座から落ちて損壊した。しかし、市と住民が費用を折半して修復されることになり、11月に修復が完了した。

## 文化財
1974年（昭和49年）6月10日は市原市の名勝に指定されている。史実としての裏付けに欠けるため、史跡ではなく名勝として指定された。

## 所在地
- 千葉県市原市奈良字大仏台269-2

## その他
- 一般に知られる奈良の大仏の正式名称は東大寺盧舎那仏像（とうだいじるしゃなぶつぞう）であり、市原市の像は奈良の大仏を正式名称とする国内で唯一の大仏である。
- 大仏の1.3キロメートル南には「大仏通り」という名称の道路が東西に走り、参道に繋がる道路と交差している。その名称はもちろん「奈良の大仏」に由来するものであるが、この道路は近年建設されたものであり、旧来の参道でも参詣道でもない。しかし、その「大仏通り」という名称からこの道路をこの大仏の参道と勘違いしてしまう参詣者が多い。
- 参道沿いにある「奈良児童遊園」は、通称「奈良公園」と呼ばれている。遊具が設置され、ゲートボール場も備えている。
- 松岡圭祐の小説「万能鑑定士Qの事件簿」 XI (角川文庫)では、謎を解き明かす重要な場所として登場する。また千葉県内のB級観光スポットとして紹介されることもしばしばあり、市外県外からの参拝客も近年増えている。